# František Králík
František Králík (Zlín, 12 aprile 1942 – Hranice, 7 settembre 1974) è stato un pallamanista cecoslovacco.

## Palmarès

### Olimpiadi
- 1 medaglia:
  - 1 argento (Monaco di Baviera 1972)